# 산악 가이드

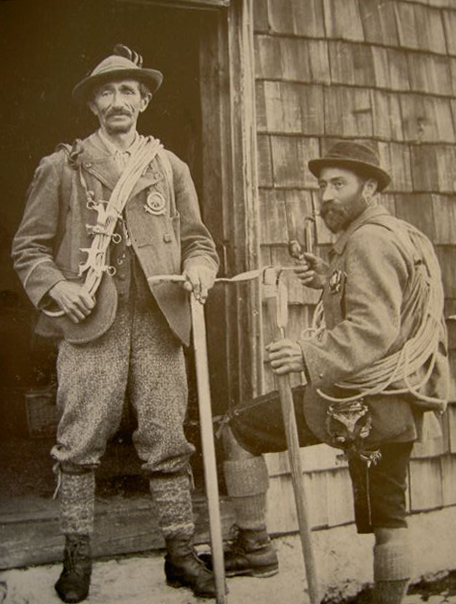

산악 가이드(mountain guide)는 지역 당국이나 산악 가이드 협회의 인증을 받은 특별한 훈련을 받고 경험이 풍부한 전문 등산가이다. 이들은 등산 분야에서 높은 수준의 전문가로 간주되며, 이러한 고급 전문 지식이 필요한 개인이나 소규모 그룹을 지도하거나 이끌도록 고용된다. 이 전문 가이드 클래스는 알파인 등반이 스포츠로 인정받던 19세기 중반에 탄생했다.

## 특성

### 스킬
- 암벽등반
- 빙벽 등반
- 등산
- 스키

### 관련 지식
- 눈 (날씨)
- 기상
- 항법
- 리스크 평가제도
- 눈사태 위험
- 응급처치

## 같이 보기
- 셰르파